# Museo de Artes y Ciencias Eduardo de Habich
El Museo de Artes y Ciencias Eduardo de Habich es una dependencia de la Universidad Nacional de Ingeniería que tiene como finalidad difundir y conservar el patrimonio histórico y artístico de dicha casa de estudios. Está situado en el distrito del Rímac, en el pabellón central de la UNI. Su acervo se expone en un espacio de 350 m² e incluye varias muestras de cerámica prehispánica, diversas pinturas y esculturas de artistas peruanos del siglo XX e instrumentos científicos de la antigua Escuela de Ingenieros. El museo fue inaugurado el 19 de julio de 2016 y el acceso no tiene costo alguno.

## Colecciones
El museo alberga cincuenta y dos piezas prehispánicas de las que cuarenta y seis son vasijas cerámicas pertenecientes a las culturas Chancay, Vicús, Huaura, Chimú, Pativilca, Casma y Moche. Cuenta con veintiún pinturas de arte moderno y contemporáneo peruano entre las que destacan obras de Fernando de Szyszlo, Daniel Hernández, José Sabogal, Carlos Baca Flor, Sérvulo Gutiérrez y Julia Codesido. Además forma parte de la muestra una serie de instrumentos de los primeros años de la Escuela de Ingenieros y enseres pertenecientes a su fundador, el ingeniero Eduardo de Habich. La curaduría de la exposición fue elaborada por la historiadora del arte Patricia Ciriani. En 2019 el patrimonio del museo consistente en 97 bienes muebles fue declarado Patrimonio Cultural de la Nación.